# Чвана
Чвана (груз. ჭვანა) село в Грузии, в Аджарской Автономной Республике, муниципалитет Шуахеви. Центр общины (сёла: Чвана, Ахалдаба, Варджанаули, Зеда Кана, Такидзееби, Цеква, Цивадзееби, Цхемлиси, Цкарота, Чала, Хичаури). Расположен на правом берегу реки Чванискали, 650 м над уровнем моря, в 12 км от пгт Шуахеви.

## Демография
По переписи 2014 года в селе проживает 328 человек.
| Год переписи | Население |
| ------------ | --------- |
| 1886 г.      | 172       |
| 2002 г.      | 378       |
| 2014 г.      | 328 ▼     |

### Климат
Село Чвана характеризуется относительно меньшей влажностью. В долине преобладает субтропический климат средиземноморского типа с жарким и сухим летом и относительно теплой зимой.
Среднегодовая температура 11,4 °С, января 1,3 °С, августа 19,9 °С; абсолютный максимум температуры 42,3 °С; Абсолютный минимум — 12 °С. Осадков 1200—1500 мм в год. Максимум осадков приходится на осень, минимум — на весну. В холодный период года осадки выпадают в виде снега. Высота снежного покрова может достигать 1-1,5 метра.

### Фауна
Среди представителей фауны встречаются: косуля, дикий кабан, заяц, лиса, волк, шакал, медведь, куница, ёж, крот. Есть также зеленые ящерицы и различные виды змей. Мир птиц разнообразен: дятель, дрозд, кукушка, европейский кеклик, тетерев, ласточка и др.
В реках обитают: форель, усач, бычок и др.

### Флора
Вокруг села довольно богатая и разнообразная растительность, встречаются: сосна, ель, каштан, дуб, граб, клен, платан, бук, липа, вяз, черника, ежевика, рододендрон. Леса богаты дикими фруктами, а также лекарственными растениями.

## История
Древнейшим археологическим объектом, найденным в долине реки Чванисцкали, является кремневый наконечник стрелы, случайно найденный в селе.
Исследователи описали и изучили 9 давилен винограда в Чване, множество глиняных кувшинов-квекри и другой керамики. Это свидетельствует о том, что в этой долине было хорошо развито виноградарство и виноделие.
В 1555 году был заключен Амасийский договор между Сефевидской и Османской империями, согласно которому долина реки Ачарисцкали вместе с рядом областей южной и юго-западной Грузии попали под управление Османской империи. Как правило, описывалась долина и создавалась местная административно-управленческая система, после чего упомянутая территория объединялась в империю в виде санджака.
Во время правления Султана Селим II (1566—1574)), была составлена «Большая книга переписи Верхней Аджарии», которая является первым документом описания Аджарии османами.
Согласно этому документу, с 20 дворами, Чвана была в числе самых густонаселенных сел Аджарии. Также указывается, что рядом располагаются села Гомардиди (по-видимому, нынешний Гомардули) и Чала.
Мост в Чвана был построен в конце XVIII века. Обращает на себя внимание комплекс красивых полукруглых арок, которых нет больше нигде в Аджарии. Мост был построен на средства приданого жены Селим-бега Химшиашвили, Эльмы Сурманидзе. В 1995 году он был включен в список памятников культуры.
Восстание 1929 года против Советской власти в Аджарии началось с долины Чвана.
До 1948 года село называлась Дуз-Чвана, что указывает на центральное расположение в долине.

## Экономика
Сельское хозяйство является основной отраслью экономики. С давних времен в селе развиты скотоводство, пчеловодство, табаководство, виноградарство, садоводство.

## Образование и культура
В 2016 году отмечалось 100-летие средней школы в селе Чвана.
В селе работает библиотека и детский сад.
Имеется детская спортивная секция бокса, воспитавшая европейского призёра.
Функционирует старая мечеть.
Ансамбль «Чвана» представляет широкой публике образцы традиционного пения, танцев и устного фольклора долины.

## Галерея

Вид на Чвана с востока
река Чванисцкали
История моста
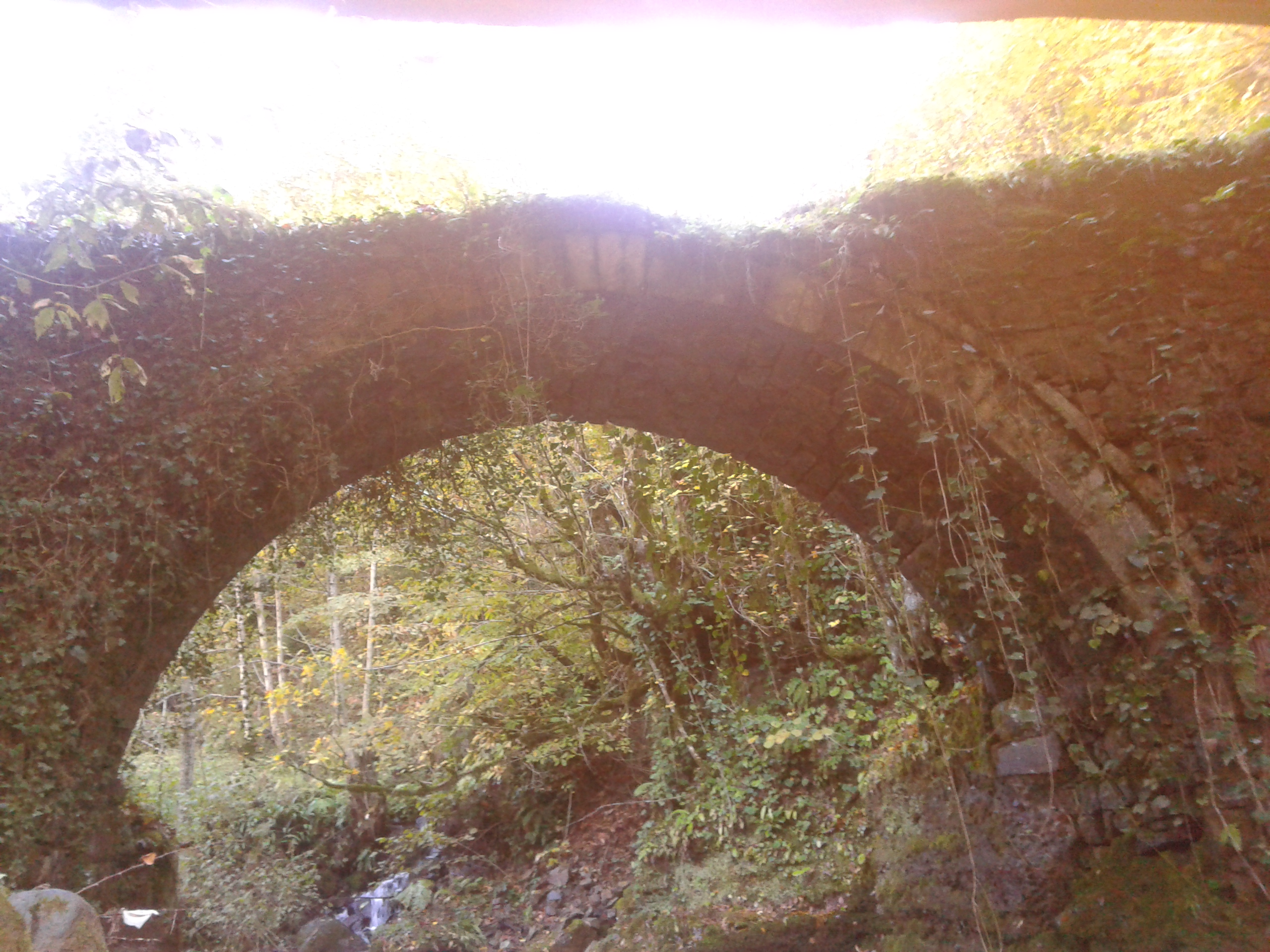
Мост

## Исторические карты
- Пятиверстная_карта_кавказского_края 1883

## Видео
- Село Чвана